# El Jinete Fantasma
El Jinete Fantasma va ser una sèrie de còmics i un personatge de ficció, obra del guionista Federico Amorós i el dibuixant Ambrosio, publicada per Editorial Grafidesa, entre el 1947 i el 1952. Se'n varen publicar un total de cent seixanta-quatre exemplars ordinaris, i cinc d'extraordinaris (almanacs i un especial estiu). Els cinc primers números es titulaven El Caballero Fantasma, però varen haver de canviar el nom perquè ja s'havia publicat una sèrie amb el mateix nom, en aquest cas dibuixada per Sangar.

## Argument
L'acció transcorre a Califòrnia l'any 1820, sabem de la seva vida gràcies a que l'explica a Levi Gramm, a Gregorio Gómez i a Guadalupe Gonzàlez (al numero 86 i al 91 de la sèrie).
Es l'any 1810, Califòrnia encara es Espanyola i el Jinete Fantasma viu a l'hisenda familiar propietat dels seus avis. La seva mare Rosario, te dos fills Eugenia i ell. El amo d'un circ anomenat Levi Graam el segresta i el fa treballar al circ com a trapezista, la vida de calamitats i la violència que ha de suportar de Levi fan que decideixi escapar-se i tornar a casa, Però quan arriba a l'hisenda la troba enrunada, per els militars rebels que s'avien fet els amos de Califòrnia. Una dona li explica que els soldats estaven comandats per Gregorio Lopez i el Jinete, un noi en aquell moment jura venjar-se.
Amb el pas del temps va agafar gran destresa en l'ús de l'espasa i el fuet, en un moment donat es va rebel·lar contra l'amo del circ que el tenia esclavitzat, però aquest el colpeja i el dona per mort mentre s'incendia el circ. El doctor Don Juan Mendoza, el rescata de les flames i li posa el nom de Crispin, quan mor Don Juan, Crispin descobreix que, era el justicier anomenat El Caballero Fantasma. És llavors que Crispin decideix ocupar el lloc del seu pare adoptiu com a justicier, passant a fer-se anomenar El Jinete Fantasma.